# Tinghøj (Gistrup Sogn)
 For alternative betydninger, se Tinghøj. (Se også artikler, som begynder med Tinghøj)
Tinghøj er en gravhøj beliggende på et højdedrag i Gistrup Sogn mellem Gistrup og Nøvling samt et autoriseret stednavn på et areal i sognet. Med en højde på 77 m er det et af de højeste punkter i den vestlige del af Lundby Bakker.
Ved højen findes en lille slette, som formodes at være det sted, hvor der blev afholdt birketing under Viborg Domkirke. Navnet optræder på ældre topografiske kort og højen har været prominent, før Lundby Bakker ændredes fra hede og overdrev til krat og skov.
I forbindelse med tinglysning af fredning af højen i 1954 fandtes et 20 trin højt udsigtstårn på højen, med otte ben stående på en ottekantet cementramme.
Højen har givet navn til Tinghøjvej i Gistrup.